# 阿列克辛區

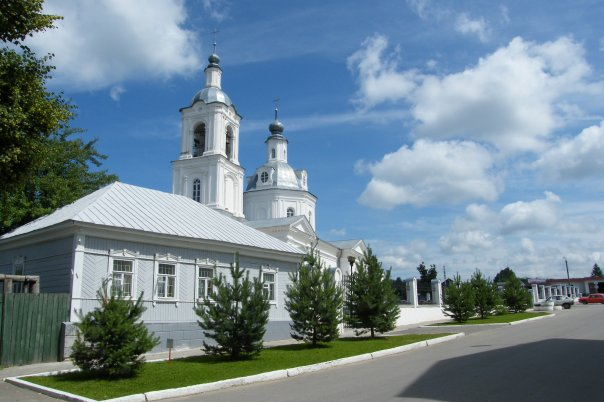

54°30′N 37°04′E / 54.500°N 37.067°E
阿列克辛區（俄语：Алексинский район），是俄羅斯的一個區，位於該國西部，由圖拉州負責管轄，面積982.5平方公里，2010年該區人口74,326，人口密度每平方公里75.65人。